# 雲遜·古連
雲遜·古連（法語：Vincent Guérin，1965年11月22日—）是法國前職業足球員，司職正中場。

## 生涯
古連出生於法國布洛涅-比揚古。在1984年至2002年的職業生涯中，他曾效力於比斯特、 Matra Racing、蒙彼利埃、巴黎聖日耳門、蘇格蘭球會赫斯和巴黎紅星。
古連為巴黎聖日耳門贏得1994年的法甲冠軍，1993年、1996年和1997年獲得亞軍，1993年及1995年兩次贏得法國盃，1995年贏得法國聯賽盃，1996年獲得歐洲盃賽冠軍盃。他還在1997年的歐洲盃賽冠軍盃獲得亞軍，並於1990年為蒙彼利埃一起贏得另一項法國盃冠軍。
1988年，古連為法國隊贏得21歲以下歐洲盃冠軍（13場比賽中上陣），並在國際賽中19次上陣，射入兩球，並參與1996年歐洲國家盃。

### 國際賽入球
比分和結果首先列出法國隊的入球數，比分欄表示每個古連入球後的比分
| # | 日期          | 場地                     | 對手     | 入球 | 比分 | 比賽                   |
| - | ------------- | ------------------------ | -------- | ---- | ---- | ---------------------- |
| 1 | 1995年4月26日 | 法國南特博茹瓦爾球場     | 斯洛伐克 | 4–0  | 4–0  | 1996年歐洲國家盃外圍賽 |
| 2 | 1995年9月6日  | 法國歐塞爾阿比迪甘斯球場 |          | 3–0  | 10–0 | 1996年歐洲國家盃外圍賽 |

## 興奮劑爭議
1997年，法國足球總會因古連在10月5日巴黎聖日耳門比賽後未通過藥檢，而決定對他停賽。古連向法國足球總會的興奮劑上訴委員會提出上訴，但沒有成功，該委員會授予他18個月的禁賽期，其中12個月被停賽。古連隨後向位於凡爾賽的法國聯邦行政法院提出上訴，對法國足球總會的多項指控提出異議。凡爾賽法院支持古連的一項論點，即藥物測試管理不當，因此裁定整個過程應被視為無效。結果，法國足球總會強加的禁賽期被取消。

## 榮譽
蒙彼利埃
- 法國盃：1989–90[3]

巴黎聖日耳門
- 法甲：1993–94[3]
- 法國盃：1992–93，1994–95[3]
- 法國聯賽盃：1994–95[3]
- 歐洲盃賽冠軍盃：1995–96[3]

個人
- 法國甲組足球聯賽最佳球員：1994–95[6]
- 法國年度最佳球員：1997

## 外部連結
- Vincent GUÉRIN （页面存档备份，存于）於法國足球總會
- Profile （页面存档备份，存于）於londonhearts.com